# Mysmenopsis chiquita
Espèce
Mysmenopsis chiquita est une espèce d'araignées aranéomorphes de la famille des Mysmenidae.

## Distribution
Cette espèce est endémique de la province de Santo Domingo de los Tsáchilas en Équateur,. Elle se rencontre vers San José de Alluriquín à 884 m d'altitude.

## Description
Le mâle holotype mesure 1,1 mm et la femelle paratype 1,2 mm.

## Éthologie
Cette araignée kleptoparasite se rencontre sur la toile de Linothele quori.

## Publication originale
- Dupérré & Tapia, 2015 : Descriptions of four kleptoparasitic spiders of the genus Mysmenopsis (Araneae, Mysmenidae) and their potential host spider species in the genus Linothele (Araneae, Dipluridae) from Ecuador. Zootaxa, no 3972(3), p. 343-368.